# Cutián (Lugo)
Cutián (llamada oficialmente San Xoán de Cutián) es una parroquia y una aldea española del municipio de Antas de Ulla, en la provincia de Lugo, Galicia.

## Organización territorial
La parroquia está formada por cinco entidades de población, constando tres de ellas en el nomenclátor del Instituto Nacional de Estadística español:
- Cutián
- Fonfría
- Martín
- O Cruceiro
- Penela

## Demografía

### Parroquia
| Gráfica de evolución demográfica de Cutián (parroquia) entre 2000 y 2019 |
|                                                                          |
| Datos según el nomenclátor publicado por el INE.                         |

### Aldea
| Gráfica de evolución demográfica de Cutián (aldea) entre 2000 y 2019 |
|                                                                      |
| Datos según el nomenclátor publicado por el INE.                     |